# Alice Dellal
Alice Dellal (née au Brésil le 29 juillet 1987) est un mannequin britannique.

## Biographie
Alice Dellal est la fille d'Andrea de Magalhaes Viera, une mannequin brésilienne, et de Guy Dellal.
Elle est l’héritière du magnat de l’immobilier Jack Dellal, surnommé Black Jack pour sa passion du jeu. 
Ses parents se séparent lorsqu'elle a sept ans. 
Elle a vécu au Brésil avec sa mère, mais dès leur retour à Knightsbridge (Londres), ses parents se sont remariés. 
Elle a fait ses études à l'école privée Bedales School dans le Hampshire.
Son frère, Alexander Dellal, tient une galerie d'art dans l'est de Londres.
Sa sœur, Charlotte Olympia Dellal, est la fondatrice de la marque de chaussures et d'accessoires Charlotte Olympia qui compte parmi ses clientes des célébrités telles que Sienna Miller et Kate Moss.
Elle est la cousine de l'actrice Jemima Kirke.

## Carrière
Connue pour son look punk/rock, elle est d'abord la muse de Mario Testino,, qui la photographie dès 2003. 
Cela lui permet d'apparaître très tôt dans le magazine de mode Vogue. En 2006, elle signe un contrat avec Select Models. 
En 2008, elle se fait remarquer en défilant pour Vivienne Westwood. Elle pose plus tard pour Mango ou encore pour la marque de lingerie Agent Provocateur.
En 2009, elle signe avec Next Model Management. 
En 2010, elle défile pour Valentino. 
En 2011, elle est choisie par Karl Lagerfeld pour être le visage de la campagne publicitaire du sac à main Boy de Chanel.
En juillet 2012, elle apparaît dans les pages du Vogue Japon. 
En septembre 2012, elle marque les esprits en défilant dénudée pour Pam Hogg, vêtue d'un tablier blanc, à la Fashion Week de Londres.

## Musique
Alice Dellal est la batteuse d'un groupe féminin de gospel/punk appelé Thrush Metal. 
Le groupe a par ailleurs crée sa propre maison de disques, Sweet Dick Music. 
Thrush Metal est composé d'Alice Dellal, de la bassiste Emma Chitty, de la chanteuse Laura Fraser et de la guitariste Isabella Ramsey (fille de James Ramsay, 17e comte de Dalhousie),,.

## Vie privée
Alice Dellal a été la compagne de James Jagger (fils de Mick Jagger), et de Pierre Casiraghi. 
Elle porte des tatouages sur le torse (un scorpion), les bras et les mains.